# Ludovic Baal
Pour les articles homonymes, voir Baal (homonymie).
Ludovic Baal, né le 24 mai 1986 à Cayenne en Guyane, est un footballeur professionnel français. Il occupait le poste de défenseur en sélection guyanaise.

## Biographie

### Enfance et débuts au Mans
Ludovic Baal naît le 24 mai 1986 à Cayenne, en Guyane. Son jeune frère Loïc est aussi footballeur, et joue à Créteil (National).
Formé au poste d'attaquant, il fait ses classes de footballeur au Mans UC, dans la Sarthe. En 2007, il intègre le groupe professionnel, et joue ses premiers matches de championnat. Utilisé avec parcimonie, Baal doit attendre deux saisons avant de trouver réellement sa place dans le onze de l'entraîneur, qui le place sur le côté gauche, en défense ou au milieu de terrain. Malheureusement pour lui, et même s'il dispute l'ensemble des rencontres de Ligue 1, cette saison 2009-2010 coïncide avec la relégation du Mans. L'année suivante, Baal joue toujours autant, mais ne peut aider son club à accéder à la première division. Il écrit également une nouvelle page dans l'histoire du club, en marquant le premier but dans le tout nouveau MMArena, lors de son inauguration contre Ajaccio le 29 janvier 2011.

### Une nouvelle aventure au RC Lens

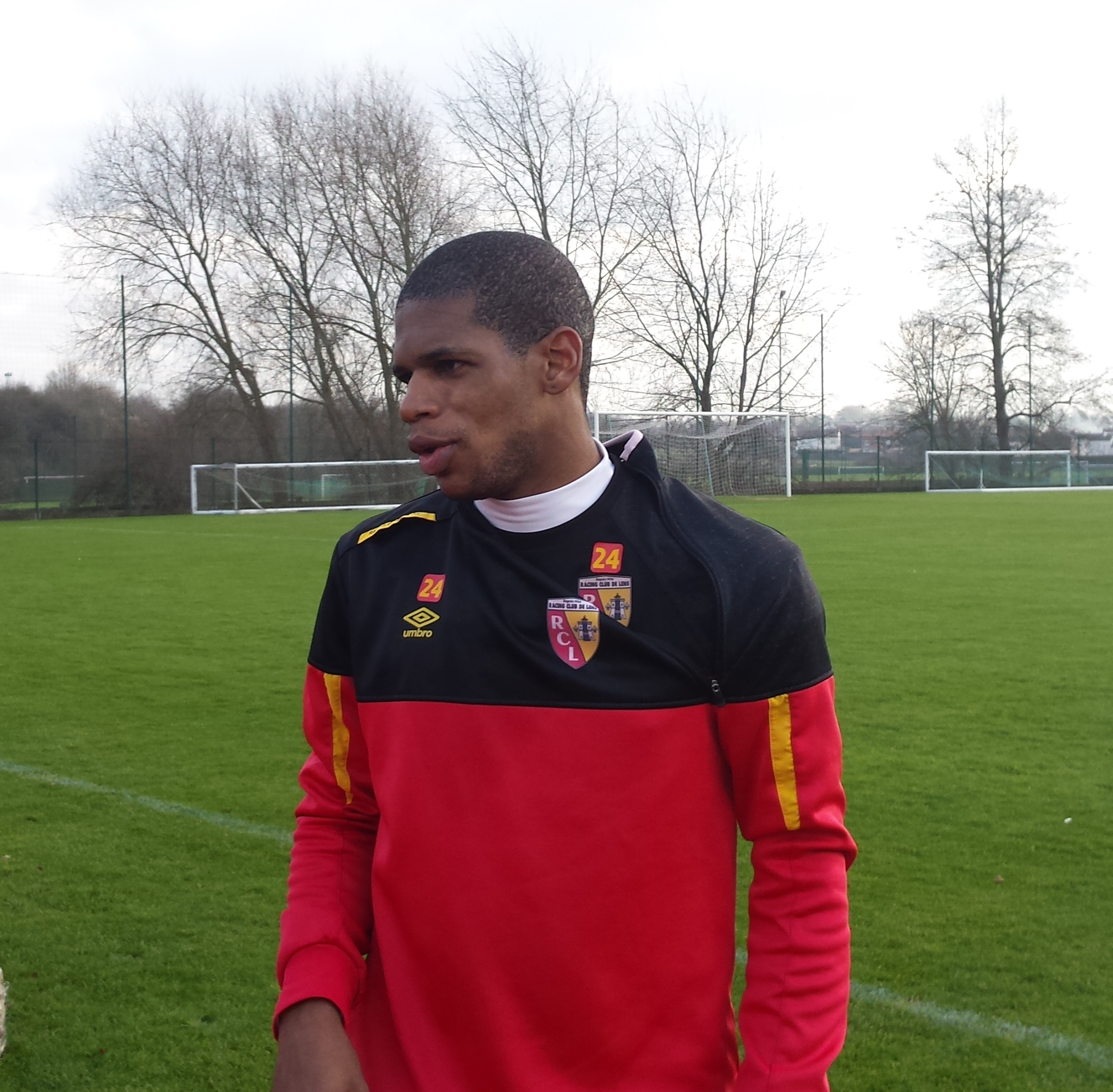
Baal en 2014.

Le 7 juin 2011, libre de tout contrat, il s'engage avec le Racing Club de Lens pour quatre saisons, avec comme objectif la remontée dans l'élite du football français. Le 22 juillet, lors du 1er tour de la Coupe de la Ligue contre Clermont (victoire lensoise 3-0), il marque son premier but sous les couleurs sang et or en match officiel.
En octobre 2012, il est appelé pour la première fois par le sélectionneur guyanais, et dispute son premier match international contre Trinité-et-Tobago, à l'occasion de la Coupe caribéenne des nations.
En mai 2014, il fait partie de l'équipe type de Ligue 2 alors que son club remonte en Ligue 1 au terme de l'exercice 2013-2014.

### Signature à Rennes
Le 12 juin 2015, il signe un contrat de trois saisons avec le Stade rennais FC. Le 2 novembre 2016, il prolonge son contrat jusqu'en juin 2019.

## Statistiques
| Saison                | Club                  | Championnat           | Championnat | Championnat | Championnat | Coupe nationale | Coupe nationale | Coupe nationale | Coupe de la Ligue | Coupe de la Ligue | Coupe de la Ligue | Compétition(s) continentale(s) | Compétition(s) continentale(s) | Compétition(s) continentale(s) | Compétition(s) continentale(s) | Guyane | Guyane | Guyane | Total | Total | Total |
| Saison                | Club                  | Division              | M.          | B.          | P.d.        | M.              | B.              | P.d.            | M.                | B.                | P.d.              | Comp.                          | M.                             | B.                             | P.d.                           | M.     | B.     | P.d.   | M.    | B.    | P.d.  |
| 2006-2007             | Le Mans UC            | Ligue 1               | -           | -           | -           | 1               | 0               | 0               | -                 | -                 | -                 | -                              | -                              | -                              | -                              | -      | -      | -      | 1     | 0     | 0     |
| 2007-2008             | Le Mans UC            | Ligue 1               | 12          | 1           | 0           | 1               | 0               | 0               | 1                 | 0                 | 0                 | -                              | -                              | -                              | -                              | -      | -      | -      | 14    | 1     | 0     |
| 2008-2009             | Le Mans UC            | Ligue 1               | 15          | 0           | 1           | 0               | 0               | 0               | 1                 | 0                 | 0                 | -                              | -                              | -                              | -                              | -      | -      | -      | 16    | 0     | 1     |
| 2009-2010             | Le Mans UC            | Ligue 1               | 38          | 0           | 2           | 1               | 0               | 0               | 1                 | 0                 | 1                 | -                              | -                              | -                              | -                              | -      | -      | -      | 40    | 0     | 3     |
| 2010-2011             | Le Mans FC            | Ligue 2               | 37          | 2           | 3           | 5               | 0               | 0               | 1                 | 0                 | 0                 | -                              | -                              | -                              | -                              | -      | -      | -      | 43    | 2     | 3     |
| Sous-total            | Sous-total            | Sous-total            | 102         | 3           | 6           | 8               | 0               | 0               | 4                 | 0                 | 1                 | -                              | -                              | -                              | -                              | -      | -      | -      | 114   | 3     | 7     |
| 2011-2012             | Racing Club de Lens   | Ligue 2               | 33          | 1           | 1           | 1               | 0               | 0               | 4                 | 1                 | 0                 | -                              | -                              | -                              | -                              | 1      | 0      | 0      | 39    | 2     | 1     |
| 2012-2013             | Racing Club de Lens   | Ligue 2               | 33          | 0           | 2           | 6               | 0               | 0               | 1                 | 0                 | 0                 | -                              | -                              | -                              | -                              | 3      | 1      | 0      | 43    | 1     | 2     |
| 2013-2014             | Racing Club de Lens   | Ligue 2               | 37          | 1           | 2           | 3               | 0               | 0               | 2                 | 0                 | 0                 | -                              | -                              | -                              | -                              | -      | -      | -      | 42    | 1     | 2     |
| 2014-2015             | Racing Club de Lens   | Ligue 1               | 27          | 0           | 4           | 1               | 0               | 0               | 0                 | 0                 | 0                 | -                              | -                              | -                              | -                              | 1      | 0      | 0      | 29    | 0     | 4     |
| Sous-total            | Sous-total            | Sous-total            | 130         | 2           | 9           | 11              | 0               | 0               | 7                 | 1                 | 0                 | -                              | -                              | -                              | -                              | 5      | 1      | 0      | 153   | 4     | 9     |
| 2015-2016             | Stade rennais FC      | Ligue 1               | 22          | 0           | 2           | 0               | 0               | 0               | 1                 | 0                 | 0                 | -                              | -                              | -                              | -                              | 3      | 1      | 0      | 26    | 1     | 2     |
| 2016-2017             | Stade rennais FC      | Ligue 1               | 33          | 0           | 5           | 1               | 0               | 0               | 1                 | 0                 | 0                 | -                              | -                              | -                              | -                              | 2      | 1      | 1      | 37    | 1     | 6     |
| 2017-2018             | Stade rennais FC      | Ligue 1               | 17          | 0           | 0           | 0               | 0               | 0               | 3                 | 0                 | 0                 | -                              | -                              | -                              | -                              | 2      | 0      | 0      | 22    | 0     | 0     |
| 2018-2019             | Stade rennais FC      | Ligue 1               | 2           | 0           | 0           | 0               | 0               | 0               | 0                 | 0                 | 0                 | C3                             | 1                              | 0                              | 0                              | -      | -      | -      | 3     | 0     | 0     |
| Sous-total            | Sous-total            | Sous-total            | 74          | 0           | 7           | 1               | 0               | 0               | 5                 | 0                 | 0                 | -                              | 1                              | 0                              | 0                              | 7      | 2      | 1      | 88    | 2     | 8     |
| 2019-2020             | Stade brestois 29     | Ligue 1               | 11          | 0           | 0           | -               | -               | -               | -                 | -                 | -                 | -                              | -                              | -                              | -                              | -      | -      | -      | 11    | 0     | 0     |
| 2020-2021             | Stade brestois 29     | Ligue 1               | 7           | 0           | 0           | 2               | 0               | 0               | -                 | -                 | -                 | -                              | -                              | -                              | -                              | 1      | 0      | 1      | 10    | 0     | 1     |
| Sous-total            | Sous-total            | Sous-total            | 18          | 0           | 0           | 2               | 0               | 0               | -                 | -                 | -                 | -                              | -                              | -                              | -                              | 1      | 0      | 1      | 21    | 0     | 1     |
| 2021-2022             | US Concarneau         | National              | 11          | 0           | 1           | -               | -               | -               | -                 | -                 | -                 | -                              | -                              | -                              | -                              | 3      | 0      | 1      | 14    | 0     | 2     |
| 2022-2023             | Sablé FC              | National 3            | 5           | 0           | 0           | -               | -               | -               | -                 | -                 | -                 | -                              | -                              | -                              | -                              | 5      | 0      | 1      | 10    | 0     | 1     |
| Total sur la carrière | Total sur la carrière | Total sur la carrière | 340         | 5           | 23          | 22              | 0               | 0               | 16                | 1                 | 1                 | -                              | 1                              | 0                              | 0                              | 21     | 3      | 4      | 400   | 9     | 28    |

## Palmarès
Il est vice-champion de Ligue 2 en 2014 avec le RC Lens.